# Bruno Gama
Bruno Gama, né le 15 novembre 1987 à Vila Verde, est un footballeur portugais. Il joue actuellement au poste d'ailier droit à l'AEK Larnaca.

## Biographie

### En club
Bruno Gama évolue au Portugal, en Espagne, en Ukraine et en Grèce.
En 2015, il atteint avec le club ukrainien du FK Dnipro, la finale de la Ligue Europa. Son équipe élimine notamment l'Ajax Amsterdam en huitièmes, et le SSC Naples en demi-finale. Il est sur le banc des remplaçants lors de la finale perdue face au FC Séville.

### En équipe nationale
Bruno Gama participe avec l'équipe du Portugal des moins de 17 ans, au championnat d'Europe des moins de 17 ans en 2003. Le Portugal remporte le tournoi en battant l'Espagne en finale.
Il dispute ensuite avec les moins de 19 ans, le championnat d'Europe des moins de 19 ans en 2006. Lors de cette compétition organisée en Pologne, il officie comme titulaire et joue trois matchs. Il se met en évidence en réussissant la performance d'inscrire un but lors de chaque match. Toutefois, avec trois matchs nuls, le Portugal ne parvient pas à dépasser le premier tour du tournoi.
L'année suivante, il prend part à la Coupe du monde des moins de 20 ans qui se déroule au Canada. Lors du mondial junior, il joue les trois matchs disputés par le Portugal. Il s'illustre en inscrivant un doublé lors du premier match contre la Nouvelle-Zélande. Il officie ensuite comme capitaine de l'équipe contre le Mexique. Avec un bilan d'une seule victoire et deux défaites, le Portugal ne dépasse pas le premier tour du mondial.

## Carrière
| Période       | Club                   | Pays     | Matchs | Buts |
| 2003-2004     | Sporting Braga         | Portugal | 1      | 0    |
| 2004-Jan 2005 | FC Porto B             | Portugal | 22     | 3    |
| Jan 2005-2005 | FC Porto               | Portugal | 1      | 0    |
| 2005-2006     | FC Porto B             | Portugal | 23     | 3    |
| 2006-2007     | Sporting Braga (prêt)  | Portugal | 15     | 0    |
| 2007-2008     | Vitória Setúbal (prêt) | Portugal | 24     | 4    |
| 2008-2009     | Vitória Setúbal (prêt) | Portugal | 29     | 2    |
| 2009-2010     | Rio Ave FC             | Portugal | 30     | 3    |
| 2010-2011     | Rio Ave FC             | Portugal | 45     | 6    |
| 2011-2012     | Deportivo La Corogne   | Espagne  | 29     | 7    |
| 2012-2013     | Deportivo La Corogne   | Espagne  | 40     | 6    |
| 2013-2014     | Deportivo La Corogne   | Espagne  | 1      | 0    |
| 2013-2014     | FK Dnipro              | Ukraine  | 6      | 4    |

## Palmarès

### En club
- Vitória Setúbal
  - Vainqueur de la Coupe de la Ligue portugaise en 2008

- Deportivo La Corogne
  - Champion d'Espagne de D2 en 2012

- FK Dnipro
  - Finaliste de la Ligue Europa en 2015
  - Vice-champion d'Ukraine en 2014

### En sélection
- Portugal -17 ans
  - Vainqueur du championnat d'Europe des moins de 17 ans en 2003